# Victory-Nunatak
Der Victory-Nunatak ist ein markanter, inselartiger Nunatak an der Bowman-Küste des Grahamlands auf der Antarktischen Halbinsel. Er besitzt drei Felsengipfel, von denen der südlichste mit 360 m gleichzeitig der höchste ist. Er ragt aus der Eismasse im südöstlichen Abschnitt des Bowman Inlet in einer Entfernung von 13 km südöstlich des Kay-Nunatak und rund 5 km nordwestlich der Calypso-Kliffs auf.
Der Nunatak wurde erstmals von W. L. G. Joerg anhand von Luftaufnahmen kartiert, die bei einem Überflug durch den US-amerikanischen Polarforscher Lincoln Ellsworth am 23. November 1935 entstanden. Weitere Luftaufnahmen entstanden im September 1940 bei der United States Antarctic Service Expedition (1939–1941) sowie im Dezember 1947 bei der US-amerikanischen Ronne Antarctic Research Expedition (1947–1948). Der Falklands Island Dependencies Survey nahm im August 1947 eine Vermessung vor. Das UK Antarctic Place-Names Committee benannte ihn 1961 nach seiner Erscheinung, die aus der Luft betrachtet an den Morsecode „· · · −“ für den Buchstaben V wie „Victory“ erinnern.